# Maliniec (Konin)
Maliniec – dzielnica Konina o charakterze przemysłowym położona w północnej części miasta, 4 km od prawobrzeżnego centrum miasta.
Maliniec był po raz pierwszy opisany jako wieś w 1384 roku. W latach II wojny światowej przechowywano tu obraz Matki Bożej Bolesnej z Lichenia Starego. Pod koniec wojny znajdujący się we wsi dwór rodziny Kwileckich zdewastowała Armia Czerwona.
Maliniec w obręb miasta został włączony 15 stycznia 1976 roku w tym samym czasie zostaje włączone 6 innych dzielnic: Laskówiec, Gosławice, Grójec, Łężyn, Międzylesie oraz Pątnów. Tym samym Maliniec stał się 2.największą, dzielnicą pod względem powierzchni w Koninie ustępując jedynie dzielnicy Gosławice.
We wschodniej części Malińca znajduje się Huta Aluminium Konin – w latach 1966–2009 produkująca aluminium z tlenku glinu metodą elektrolityczną. 
W latach 70. XX wieku Maliniec znajdował się w strefie intensywnego oddziaływania emisji fluoru z Huty Aluminium Konin, charakteryzującej się promieniem 0,5–3 km. Badania z tego okresu, między innymi autorstwa Dziubka (1973), dokumentowały drastyczne przekroczenia progu toksyczności fluorowodoru dla roślin, osiągające wartości kilkadziesiąt tysięcy razy wyższe niż norma (np. stężenia rzędu 0,009 mg/m³ powietrza przy progu toksyczności dla roślin wynoszącym 0,0001 mg/m³).
Konsekwencją tego było także znaczące gromadzenie fluoru w tkankach roślinnych na skażonych obszarach, z odnotowanymi poziomami do 10 000 pm, co wywoływało poważne skutki dla ekosystemu i sektora rolnego regionu.
Emisje jodu z zakładu z lat 70. XX wieku doprowadziły do wysiedlenia Sulanek.Pomimo bliższego położenia Malińca od Huty dzielnica ta nie została wysiedlona.
Obecnie zakład zajmuje się głównie produkcją wyrobów walcowanych oraz taśm aluminiowych.
W małym parku (zajmującym powierzchnię 2,3 ha) rozdzielonym na dwie części ul. Przemysłową stoi zabytkowy zespół dworski z II połowy XIX w. Północne wyższe skrzydło wzniesiono w okresie międzywojennym.
Na terenie Malińca, około 3 km na wschód od jego głównych zabudowań, obok Kanału Ślesińskiego i Anielewa znajduje się głaz narzutowy „Olbrzym anielewski” – granit koloru szarego o obwodzie 800 cm. W pobliżu przebiega zielony szlak turystyczny z Lichenia do Konina.
Na terenie dzielnicy Maliniec, w drodze do Anielewa znajduje się też była wieś Sulanki.
W okresie PRL-u w Malińcu funkcjonowała siedziba dyrekcji przedsiębiorstwa PGR Maliniec.
Maliniec posiadał własny przystanek kolejowy w latach 1974–1995. Pomimo zamknięcia ruchu osobowego ruch towarowy nadal jest aktywny.

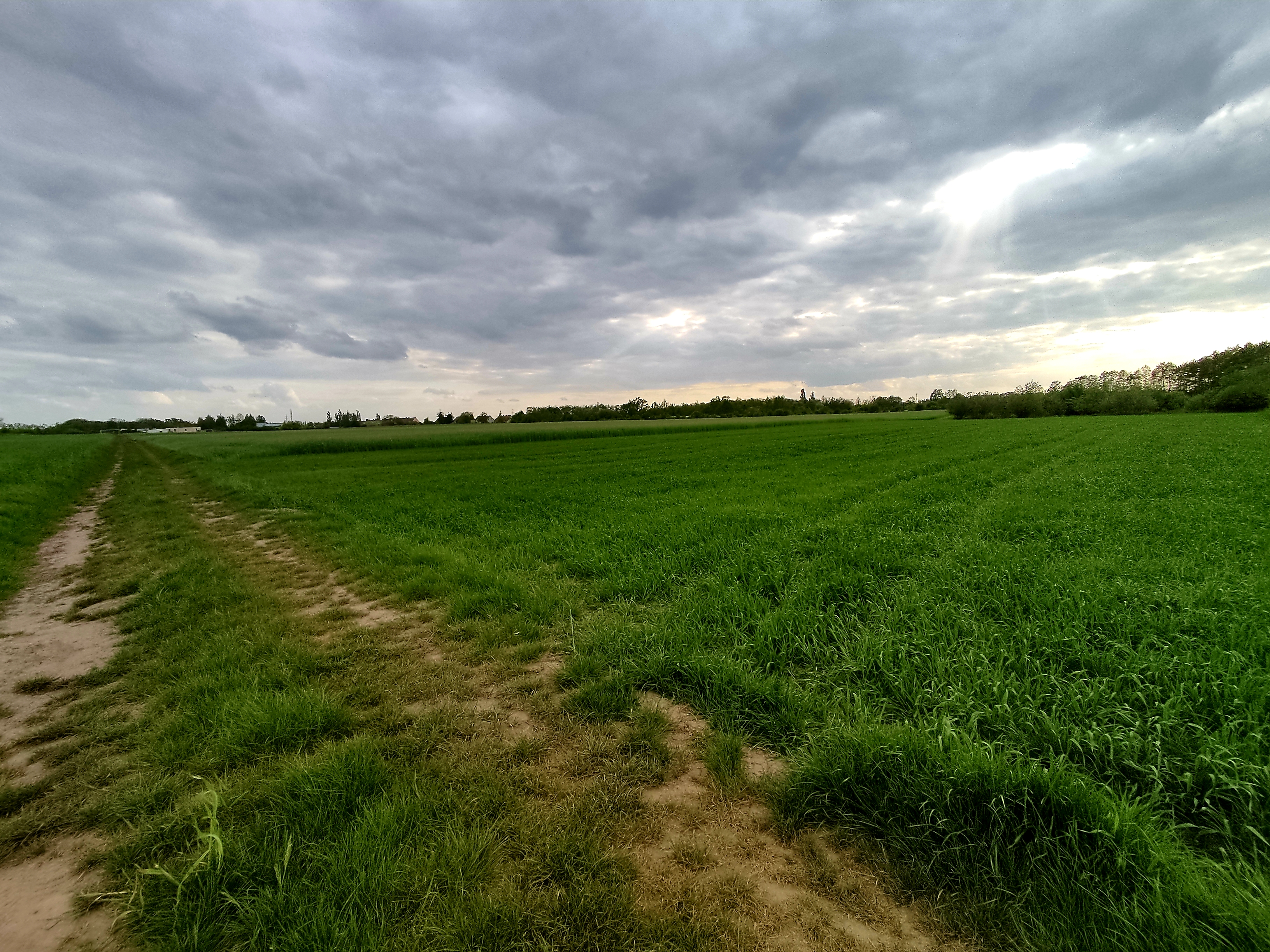
Pola malinieckie
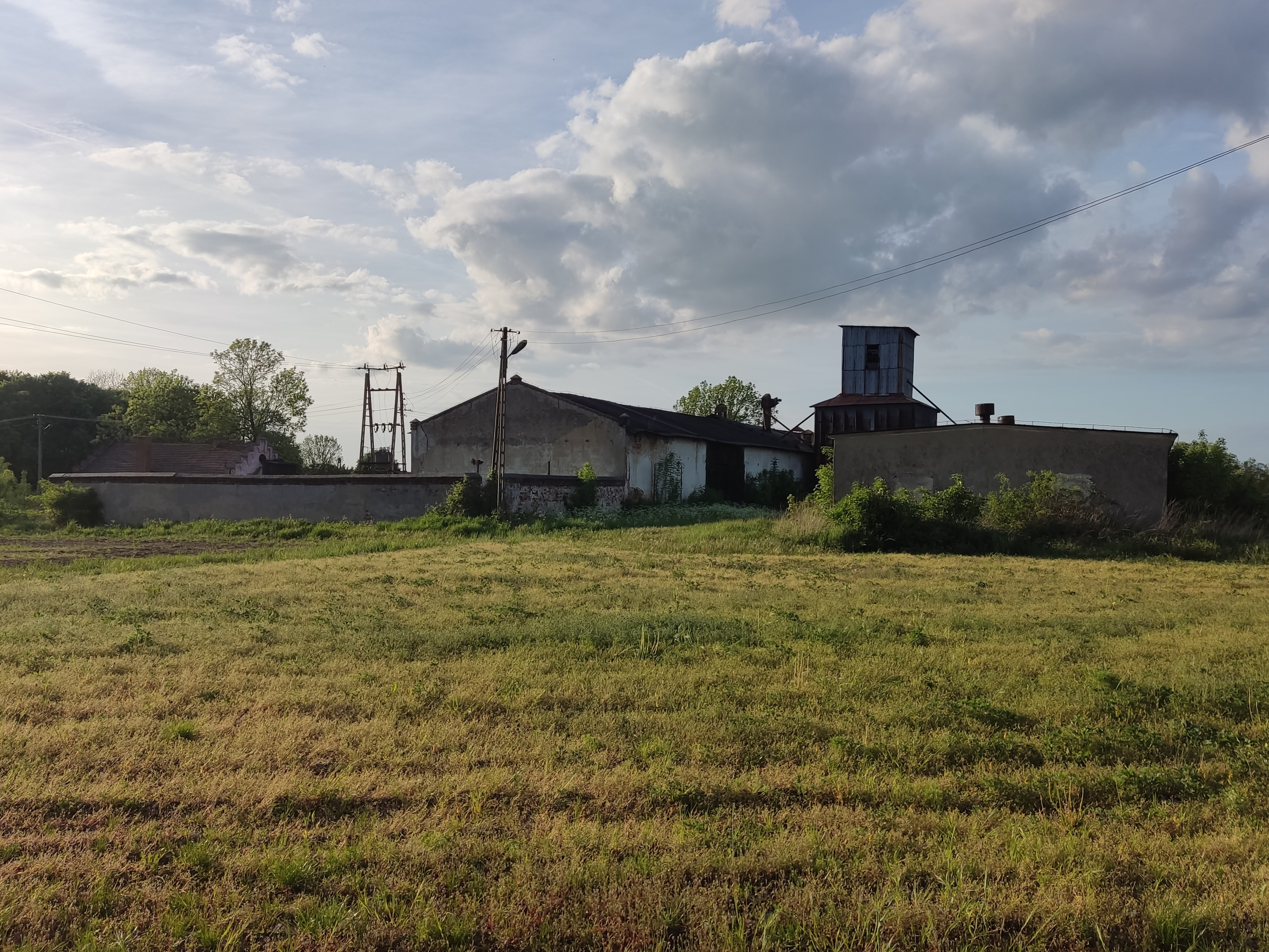
Ruiny PGR w Malińcu
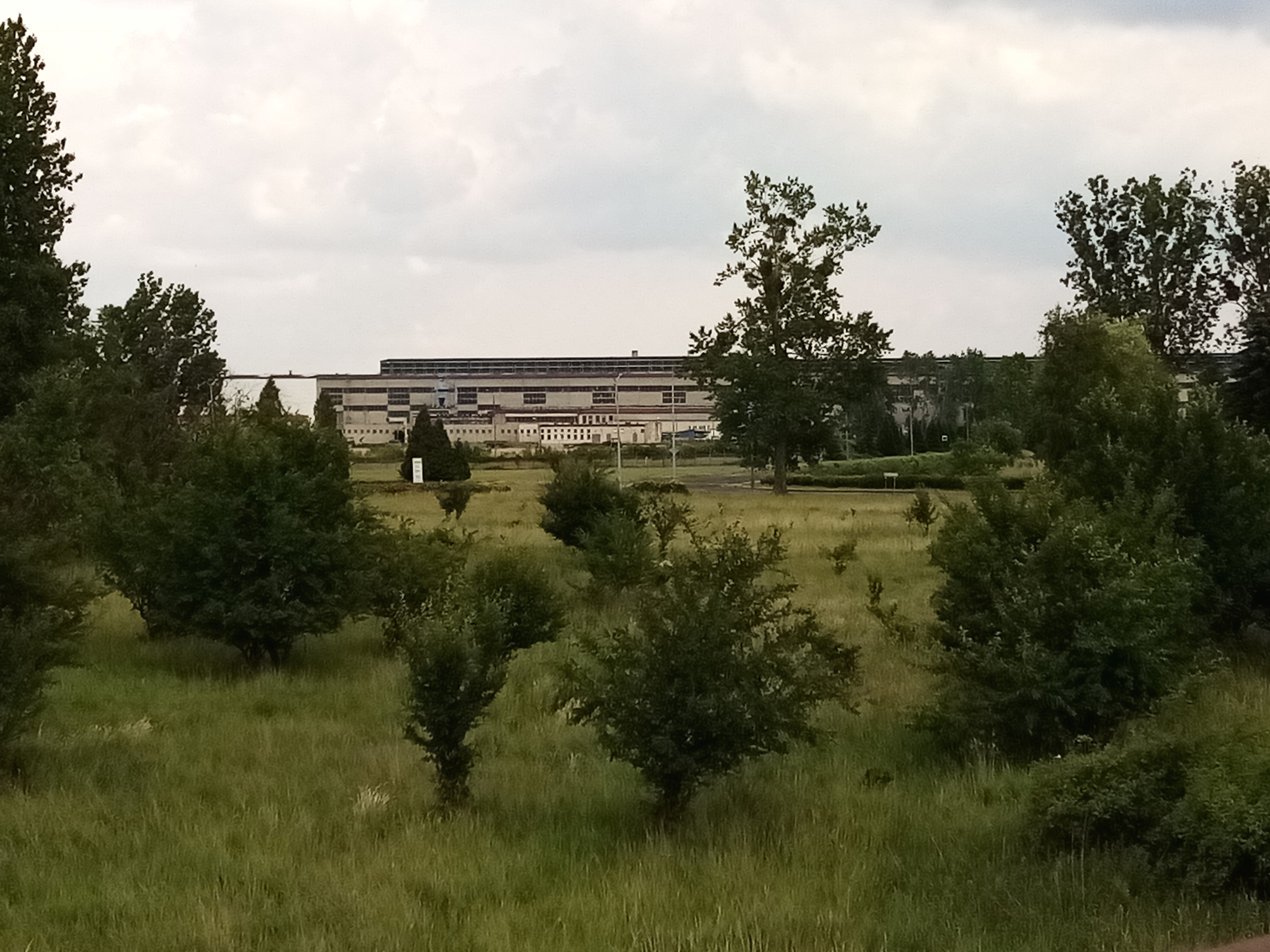
Huta w Malińcu
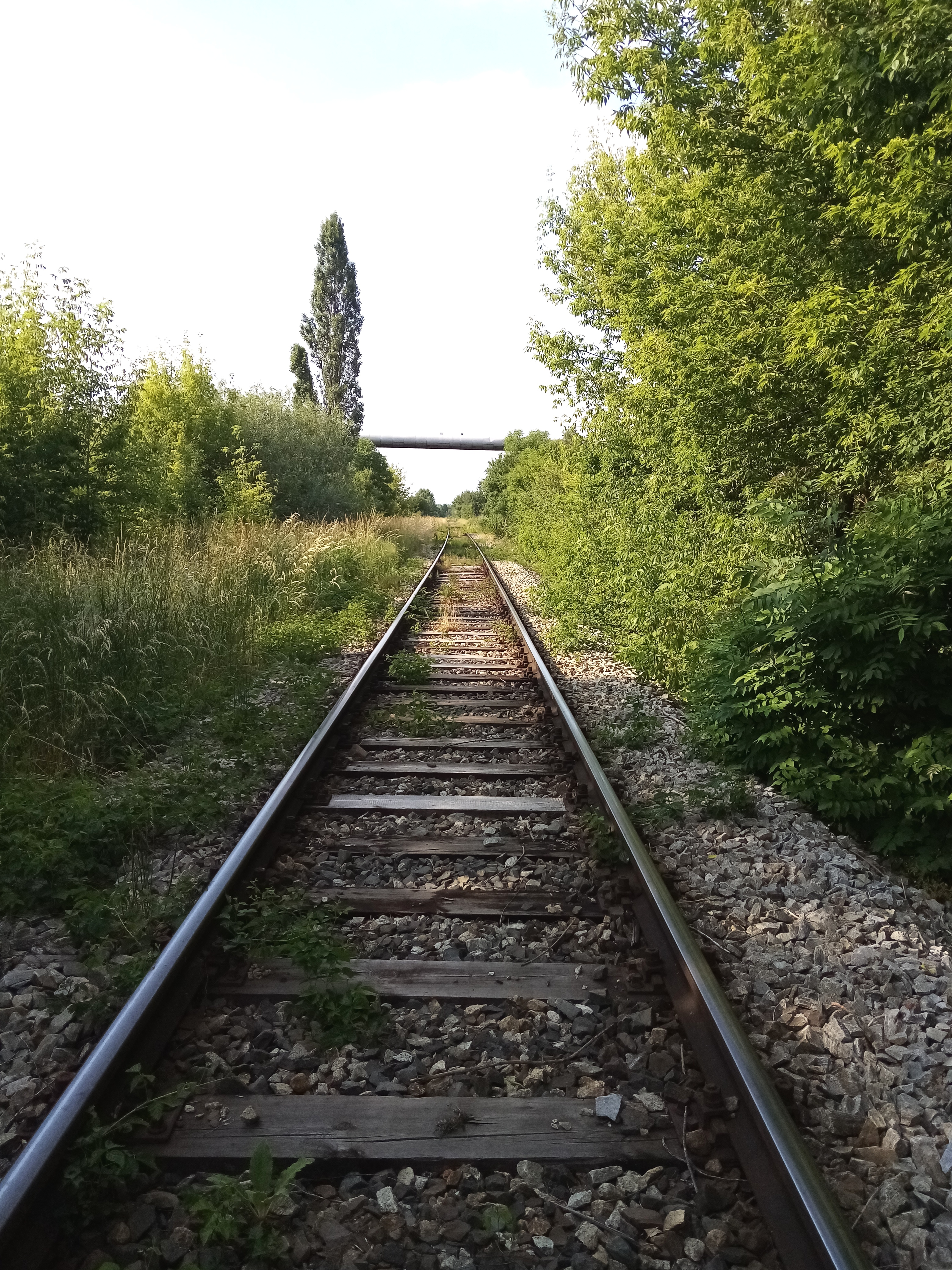
Tory linii 388 w Malińcu